# 大同乡 (东兰县)
大同乡，是中华人民共和国广西壮族自治区河池市东兰县下辖的一个乡镇级行政单位。

## 行政区划
大同乡下辖以下地区：
和龙村、民和村、天然村、平勇村、信河村、板坡村和弄彦村。